# Saint-Paul (Hautes-Pyrénées)
Saint-Paul település Franciaországban, Hautes-Pyrénées megyében. Lakosainak száma 322 fő (2022. január 1.). Saint-Paul Cuguron, Aventignan, Mazères-de-Neste, Montégut és Saint-Laurent-de-Neste községekkel határos.

## Népesség
A település népessége az elmúlt években az alábbi módon változott:
| Lakosok száma | 311  | 315  | 318  | 315  | 316  | 318  | 319  | 321  | 322  |
|               | 2013 | 2015 | 2016 | 2017 | 2018 | 2019 | 2020 | 2021 | 2022 |